# Миколай Криштоф Халецький
Миколай Криштоф Халецький (бл. 1589 —7 квітня 1653) — державний діяч, урядник, дипломат, письменник часів Речі Посполитої.

## Життєпис
Походив зі шляхетського українсько-білоруського роду Халецьких власного гребу. Старший син Дмитра Халецького, підскарбія великого литовського, і Регіни Дибовської. Народився близько 1589 року.
Спочатку навчався у Віленській академії, потім виїхав у 12-річну закордонну подорож, побував у Італії, Іспанії та Франції, разом з братом Олександром навчався в Лувенському університеті у видатного філософа Юста Ліпсія, потім — у паризькому університеті Сорбонна. В Парижі захопився літературою і перекладами. 1607 року в Сорбонні брав участь у диспуті у присутності королевича Владислава Вази.
1610 року повернувся на батьківщину, отримав невдовзі олькеницьке староство. 1613 року оженився на австрійській шляхтянці Марії леонорі Штибихін. 1614 року отримав від бабусі по материнській лінії Ганни Клодзінської у спадок лейпунське староство. 1615 року призначається мечником великим литовським. У 1617—1618 роках брав участь у війні проти Швеції на чолі власної корогви, відзначившись при облозі Пярну. 1618 року доєднався до польського війська королевича Владислава у війні проти Московії. Водночас в Олькенічах діяли кузні та гарматний завод, що постачали зброю для війська. 1619 року отримав олицьке староство.
18 разів обирався депутатом на сейми Речі Посполитої, а також в литовських сеймиках. 1632 року як дептатом від Троцького воєводства на елекційному сеймі підтримав кандидатуру Владислава Вази. Отримав староства волкиницьке і лопушницьке.
Бувши ревним католиком, заснував кляштор францисканців у Вільні, а гродненському єзуїтському колегіуму надав у 1647 році палац у Гродно, с. Горостов, фільварок Колбасин. 1648 році на елекційному сеймі підтримав кандидатуру Яна Казимира Вази. 1650 року призначено новогрудським воєводою.
Помер 1653 року, поховано у склепі в Олькеніках.

## Творчість
У 1605 році в Парижі видав «Риторику» свого викладача Шимона Колера (перевидана у Кракові 1648 році). У 1606 році видав власний твір — панегірик на честь великого коронного канцлера Яна Замойського.
У 1618 році видав латинською та польською мовами збірник «Алегорії», 1642 року у Вільно — свій найбільший твір «Binarius Chalecianus sive duo manipuli liliorum», присвячений Богоматері.